# Abietinaria pulchra
Abietinaria pulchra är en nässeldjursart som först beskrevs av Nutting 1904.  Abietinaria pulchra ingår i släktet Abietinaria och familjen Sertulariidae.
Artens utbredningsområde är Norra Ishavet. Inga underarter finns listade i Catalogue of Life.